# Министерство внутренних дел США
Министерство внутренних дел США (англ. United States Department of the Interior (DOI)) — один из исполнительных департаментов США, основанный 3 марта 1849 года.
Управляет бо́льшей частью природных ресурсов и земель под федеральной юрисдикцией, руководит программами, связанными с американскими индейцами, коренными жителями Аляски, коренными гавайцами, а также занимается территориальными делами в островных районах Соединённых Штатов. В отличие от министерств внутренних дел в других странах, основная задача американского МВД — не полицейскиe функции и внутренняя безопасность, а заведование федеральными землями.

## Структура
- Помощник министра по вопросам политики, управления и бюджета
  - Заместитель помощника министра по вопросам политики и международных отношений
    - Управление экологической политики и соблюдения
    - Отдел международных отношений
    - Управление по связям с коренным населением штата Гавайи
    - Управление по оценке нанесённого ущерба и восстановлению
    - Управление анализа

  - Заместитель помощника министра по бюджету, финансам, производительности
    - Управление бюджета
    - Управление финансового менеджмента
    - Управление по планированию
    - Управление программным обеспечением FBMS
    - Управление комплектования и управления имуществом
    - Управление малого и незащищённого бизнеса

  - Заместитель помощника министра по вопросам человеческого капитала
    - Управление людских ресурсов
    - Управление по охране труда и здоровья
    - Управление сотрудников и организационного развития
    - Управление по делам молодежи, партнерства и услуг
    - Управление по гражданским правам

  - Заместитель помощника министра по технологиям, информации и бизнес-услуг
    - Управление совместной деятельности и разрешения споров
    - Оценочное управление
    - Внутренний бизнес-центр
    - Управление слушаний и апелляций
    - Управление объектов и административных служб
    - Канцелярия пресс-секретаря

  - Заместитель помощника министра по вопросам общественной безопасности, охраны ресурсов и аварийно-спасательных служб
    - Управление по чрезвычайным ситуациям
    - Управление правоохранительных органов и безопасности
    - Управление лесных пожаров
    - Бюро авиационных услуг
    - Межведоственный пограничный координатор

  - Заместитель помощника министра по управлению доходами от природных ресурсов
    - Управление доходов от природных ресурсов
- Помощник министра по рыбным ресурсам, дикой природе и паркам
  -     - Служба национальных парков США
    - Служба охраны рыбных ресурсов и диких животных США
- Помощник министра по делам индейцев
  - Заместитель помощника секретаря по вопросам управления
    - Управление главного финансового директора
    - Канцелярия пресс-секретаря
    - Управление человеческого капитала
    - Управление планирования и анализа
    - Управление сооружений, экологических и культурных ресурсов

  - Заместитель помощника министра по вопросам политики и экономического развития
    - Управление индейской энергетики и экономического развития
    - Управление по индейским азартным играм
    - Управление самоуправления

  - Бюро по делам индейцев
    - Управление индейских служб
    - Управление операций с землёй
    - Управление служб юстиции
    - Управление трастовых услуг

  - Бюро индейских образования
  - Управление внешних связей
    - Управление по делам Конгресса и законодательства
    - Управление по связям с общественностью

  - Управление Федерального Подтверждения
  - Управление по регулированию
- Помощник министра по управлению землями и полезными ископаемыми
  - Бюро по управлению земельными ресурсами
  - Управление горных работ
  - Бюро по управлению энергии океанов
  - Бюро по безопасности и охране окружающей среды
- Помощник министра по проблемам воды и науки
  - Геологическая служба США
  - Бюро мелиорации
- Помощник министра по делам островных территорий
  - Управление по делам островных территорий
- юрисконсульт
  - Управление юрисконсульта
- Управление Генерального инспектора
  - Управление главного юрисконсульта
  - Помощник генерального инспектора по расследованиям
    - Управление исследований

  - Помощник генерального инспектора по проведению проверок, инспекций и оценок
    - Управление ревизий, инспекций и оценок

  - Помощник генерального инспектора по управлению
  - Ассоциированный Генеральный инспектор по внешним связям
  - Ассоциированный Генеральный инспектор по защите осведомителей
  - Управление стратегией
  - Ассоциированный Генеральный инспектор по связи
- Руководитель информационной службы
- Специальный попечитель по делам американских индейцев
- Федеральные исполнительные советы
- Музей
- Национальная комиссия индейских азартных игр